# Maria Rosa Viseu
Maria Rosa Viseu (Couço, 31 de mayo de 1935 - 2014), fue una trabajadora agrícola, resistente antifascista y prisionera política portuguesa.

## Biografía
Maria Rosa Viseu nació en Couço, en el municipio de Coruche, en 1935, siendo la hija mayor de padres agricultores. Tuvo dos hermanas, una que murió en la infancia y un hermano que nació en 1945. A los 10 años dejó la escuela habiendo completado el tercer grado y a los 11 años comenzó a trabajar en el campo.
En 1958 asistió a un mitin de apoyo a la campaña electoral de Humberto Delgado, y fue durante este primer contacto con las nociones de explotación laboral y esclavitud que adquirió conciencia política. Fue entonces cuando se afilió al Partido Comunista Portugués (PCP) y en los años siguientes participó en mítines (bajo el seudónimo de 'Henrique'), huelgas, manifestaciones y otras formas de acción colectiva en Couço. De ellas destaca la huelga de protesta por el fraude electoral de 1958, iniciada el 23 de junio de ese año.
En marzo de 1960 participó en la organización de alrededor de 1.600 firmas y una reunión de 600 trabajadores para exigir colectivamente una jornada diaria de 8 horas, salarios fijos y otros beneficios. Este pliego de exigencias fue rechazado por el presidente del Consejo Parroquial. Viseu y otros siguieron participando en manifestaciones para lograr mejores condiciones laborales y contra la dictadura fascista, y en acciones de solidaridad con los presos políticos, siendo a menudo objeto de violencia por parte de las autoridades.
Junto con otros 34 trabajadores (entre quienes se encontrar otras 5 mujeres), fue detenida por la Guardia Nacional Republicana (GNR), entregada a la Policía de Defensa Internacional y del Estado (PIDE) y llevada a la prisión de Caxias el 19 de enero de 1961.
Como prisionera política, fue víctima de diversas formas de tortura durante los interrogatorios, incluida la "tortura de estatuas" (en la que la víctima era obligada a permanecer de pie con los brazos levantados por encima de los hombros), privación del sueño, palizas brutales, humillaciones y otras otras formas de tortura física. La inspectora de la PIDE, Rosa Casaco, fue una de sus torturadoras.
En julio de 1961 fue juzgada y condenada a 14 meses de pena correccional y a 15 años de participación restringida en actividades políticas. Cumplió 6 meses de prisión.
En mayo de 1962, participó activamente en la lucha por la jornada de 8 horas en los campos del Alentejo y Ribatejo, que se saldó con una victoria histórica del proletariado agrícola.
Desde el 16 de junio de 1975 participó en actividades de la Reforma Agraria, con el fin de combatir el desempleo estacional y las consiguientes dificultades de subsistencia. Con otros trabajadores, ocupó zonas agrícolas en el área de Coruche donde se crearonn cooperativas de trabajadores, gestionadas por representantes elegidos en la asamblea. En las décadas siguientes participó de la actividad del PCP en la parroquia de Couço y en la Comisión Municipal de Coruche, donde coordinó un órgano de dirección de 6 Unidades de Producción Colectiva (UCP) y Cooperativas de Reforma Agraria; También participó en Jornadas de Reforma Agraria y declara en el Juzgado Civil.
En el IX congreso del Partido Comunista Portugués fue elegida miembro suplente del Comité Central del partido.
Murió en Couço, el marzo de 2014.